# St John’s Church (Forres)

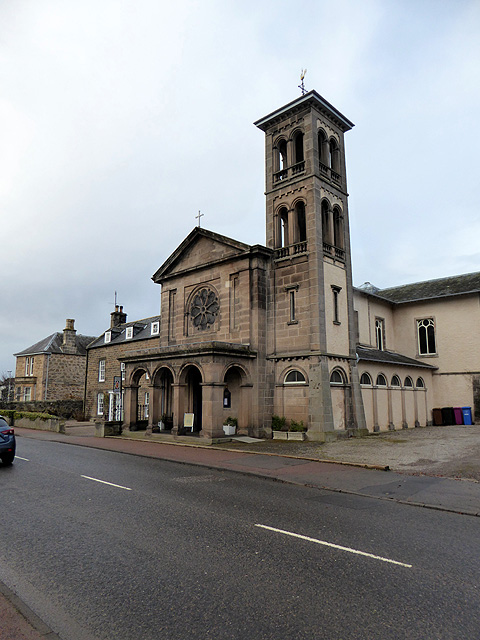
St John’s Church

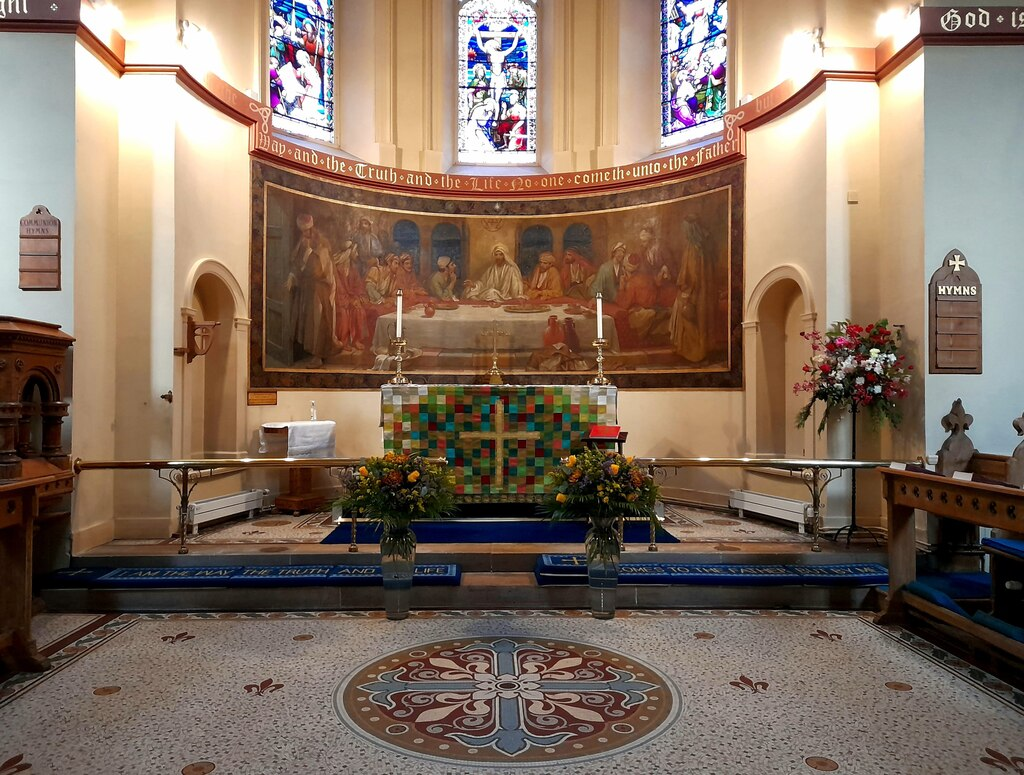
Chorraum

Die St John’s Church ist ein episkopalkirchliches Kirchengebäude in der schottischen Ortschaft Forres in der Council Area Moray. 1971 wurde das Bauwerk in die schottischen Denkmallisten in der höchsten Denkmalkategorie A aufgenommen.

## Geschichte
Der spätere erste Pastor der Johanneskirche besuchte in den 1830er Jahren Florenz. Einer Überlieferung zufolge zeichnete er dort, inspiriert von der dortigen Kirchenarchitektur, den Entwurf, auf dessen Basis die Kirche gestaltet werden sollte. Diesen bezog der in Edinburgh ansässige schottische Architekt Patrick Wilson, der mit der Planung der St John’s Church betraut wurde, mit in die Planung ein. Im Jahre 1840 war das Kirchengebäude schließlich fertiggestellt. Die Bleiglasfenster gestaltete Barnett aus Newcastle. Bereits 1844 wurde der aus Elgin stammende Thomas Mackenzie mit der Überarbeitung des Innenraums beauftragt.

## Beschreibung
Die St John’s Church steht an der Victoria Road östlich des Zentrums von Forres. Die Kreuzkirche ist schlicht im historisierenden Italianate-Stil ausgestaltet. Während das Mauerwerk der südexponierten Hauptfassade aus Steinquadern besteht, die zu einem Schichtenmauerwerk verbaut wurden, wurde entlang der übrigen, Harl-verputzten Fassaden Bruchstein verwendet. Ein drei Achsen weiter Portikus ist als rundbogige Arkade gestaltet. Er erstreckt sich über die gesamte Breite der Hauptfassade. Diese ist mit Pilastern, flankierenden kolossalen Pilastern und einem Dreiecksgiebel gestaltet. Oberhalb des Portikus ist eine weite Fensterrose eingelassen.
Rechts erhebt sich ein viergeschossiger Glockenturm im Stile eines Campanile. Im dritten und vierten Geschoss laufen Rundbogenarkaden um. Er schließt mit einem flach geneigten, überhängenden Pyramidendach mit einem Johanneskreuz mit goldenem Hahn als Wetterfahne. Das Seitenschiff, das sich rechts entlang des Langhauses erstreckt, verbindet den Campanile mit dem Querschiff. Im Obergaden sind schlichte Maßwerke angeordnet. Die gerundete Apsis ist mit drei Bleiglasfenstern gestaltet. Sie gedenken Edward Dunbar of Seapark, Alexander Gordon-Cumming und John Grant of Moy. Die abschließenden Dächer sind mit Schiefer eingedeckt.